# Kansas Pacific Railway
La compagnie des chemins de fer Kansas Pacific opérait dans l'ouest des États-Unis à la fin du XIXe siècle.
Il s'agissait d'une compagnie à charte fédérale, financée par des concessions de terres faites par le gouvernement. Dans les années 1870, elle faisait fonctionner bon nombre des premières lignes longue distance du Kansas, étendant à cet État et à celui du Colorado le réseau ferroviaire national qui allait vers l'ouest.
Sa ligne principale offrit un itinéraire de transport d'une importance capitale qui permit le développement de la colonisation des Grandes Plaines. Sa liaison Kansas City-Denver était la dernière liaison du réseau ferroviaire permettant d'aller d'une côte à l'autre en 1870. Cette compagnie fut consolidée par l'Union Pacific en 1880, et aujourd'hui, sa ligne principale fait toujours partie intégrante du réseau de l'Union Pacific.

## Histoire
La Kansas Pacific commença en 1855, s'appelant alors « Leavenworth, Pawnee and Western Railroad » . Elle fut réorganisée en 1863, devenant alors l'« Union Pacific Eastern Division ». La UP Eastern fut autorisée par le Congrès des États-Unis dans le cadre d'une loi dénommée Pacific Railroad Act, dont le but était de créer au sud une seconde branche du chemin de fer transcontinental, qui devait s'ajouter à celle de l'Union Pacific.
Ce n'est qu'en 1869 que le nom de « Kansas Pacific » fut adopté. La première intention de cette compagnie de chemin de fer était de construire une ligne à l’ouest, partant de Kansas City dans le Kansas et traversant l’État pour atteindre Fort Riley, puis remontant vers le nord pour rejoindre la ligne principale de l'Union Pacific à Fort Kearny, dans le Nebraska. La construction de cette ligne fut en partie motivée par le désir du gouvernement des États-Unis d’étendre les itinéraires de transport dans le Kansas, terre où s’opposaient alors l’Union et les sympathisants des États confédérés, des conflits ayant existé entre eux avant même le déclenchement de la guerre de Sécession.
La compagnie commença à construire sa ligne principale partant de Kansas City et se dirigeant vers l’ouest en septembre 1863. En 1864, les 64 premiers kilomètres de la ligne en direction de Lawrence étaient opérationnels. À l’automne 1866, la ligne avait atteint Junction City, qui devint l'extrémité de la première division du chemin de fer et l’endroit où l’on construisit une rotonde.
En 1867, la ligne atteignit Salina. En mars 1869, la compagnie changea de nom à la suite d'une loi adoptée par le Congrès des États-Unis et devint la Kansas Pacific. Comme ce fut le cas pour l’Union Pacific, le Pacific Railway Act accorda d’importantes concessions de terres au chemin de fer le long de la grande ligne. Le tracé des concessions devait être établi en faveur des colons qui viendraient peupler les terres situées aux environs du chemin de fer, dans le but de favoriser l'apparition de villes nouvelles et d'engendrer l’activité économique nécessaire au maintien du chemin de fer lui-même.
Bien qu’à l’origine il eût été prévu que l’extension du chemin de fer vers l’ouest ne se ferait que jusqu’à Fort Riley, des citoyens de Denver dans le Territoire du Colorado, désireux d’être reliés au réseau national, firent pression pour que les lignes de l’Union Pacific atteignent leur ville. En 1868, le Congrès des États-Unis promulgua une loi qui fut signée par le président Andrew Johnson et qui prévoyait de construire une seconde extension de la ligne pour aller jusqu’aux montagnes Rocheuses. L'intention était de passer par Denver, de traverser les Montagnes Rocheuses et d'atteindre le Pacifique, afin de faire concurrence à la grande ligne de l'Union Pacific. La construction ne bénéficia d'aucun fonds, une situation rendue encore plus difficile par l'effondrement général des investissements dans les chemins de fer qui suivit la fin de la guerre de Sécession.
Grâce au soutien d'investisseurs allemands, le chemin de fer commença à s'étendre vers le Colorado en octobre 1869. En mars 1870, la ligne atteignait la ville de Kit Carson, dans le Colorado. Au même moment, la compagnie commença la construction d'une ligne à l'est de Denver. En août, les deux branches se rejoignirent dans les plaines orientales du Colorado (en), à Comanche Crossing, une ville qui fut rebaptisée Strasburg en l'honneur d'un ingénieur de la Kansas Pacific.
L'arrivée des premiers trains à Denver en août eut lieu deux mois après l'achèvement en juin de la grande ligne de la Denver Pacific Railway (en), qui reliait Denver à l'Union Pacific de Cheyenne, dans le Territoire du Nebraska. Les lignes de la Kansas Pacific et de la Denver Pacific s'entrecoupaient à « Jersey Junction », jonction située à environ quatre kilomètres au nord du centre-ville de Denver. En août, la jonction des rails de la Kansas Pacific élaborée par Strasburg marqua l'achèvement définitif d'un réseau ferroviaire permettant d'aller d'une côte à l'autre des États-Unis. L'événement, connu sous le nom de Golden Spike (en), qui avait eu lieu dans l'Utah l'année précédente, avait marqué la liaison de l'Union Pacific et de la Central Pacific Railroad. Mais jusqu'en 1872 on demandait aux passagers de l'Union Pacific de descendre entre Council Bluffs et Omaha, pour traverser le Missouri en bateau.

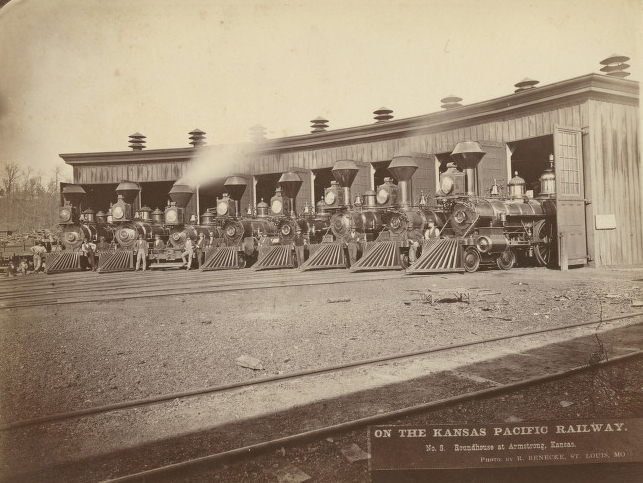
L'entrepôt des locomotives en 1873.

En 1874, Jay Gould, un actionnaire de l'Union Pacific, obtint le véritable contrôle de la Kansas Pacific. En 1880, sous la direction de Gould, le chemin de fer fut consolidé avec l'Union Pacific et la Denver Pacific. Ce qui conforta la nouvelle compagnie dans sa résolution de prolonger l'ancienne grande ligne de la Kansas Pacific à travers les Rocheuses fut le durcissement de sa compétition avec la Chicago, Burlington and Quincy Railroad, sa grande rivale. Au début des années 1880, l'Union Pacific envoya des géomètres dans le Platte Canyon (en) et dans le Poudre Canyon (en).
Cependant, lorsque la Burlington retira ses plans prévoyant sa propre ligne transcontinentale, l'Union Pacific perdit tout intérêt à la réalisation d'une ligne à l'ouest partant de Denver. Ce n'est qu'à partir de 1934, lorsque fut achevée la grande ligne Denver and Rio Grande Western Railroad, que le réseau ferroviaire à l'ouest partant de Denver traversa les Rocheuses pour atteindre Salt Lake City.
En 1885, la compagnie de chemin de fer alla devant la Cour Suprême du Kansas (en), dans le litige Kansas Pacific v. Dunmever qui opposait les deux parties sur la question des titres fonciers.

## Représentation dans les fictions
Le combat pour construire le chemin de fer dans le contexte de la guerre de Sécession fut dépeint dans Kansas Pacific, un western datant de 1953 qui avait pour vedettes Sterling Hayden et Eve Miller.

## Source
- (en) Cet article est partiellement ou en totalité issu de l’article de Wikipédia en anglais intitulé « Kansas Pacific Railway » (voir la liste des auteurs).